# Cot Ieju
Cot Ieju is een bestuurslaag in het regentschap Bireuen van de provincie Atjeh, Indonesië. Cot Ieju telt 755 inwoners (volkstelling 2010).